# Cyril Jenkins
Cyril Jenkins (Swansea, 9 d'octubre de 1889 – Hove, Austràlia, 15 de març de 1978) fou un compositor anglès.
Hi havia estudiat composició amb Stanford i breument amb Ravel i sens dubte considerat a si mateix com un compositor "greu". Va compondre en efecte en totes les principals formes musicals excepte l'òpera.
Per orquestra va compondre:
- una simfonia,
- un Concert per a Oboè,
- 1 Keltic Rhapsody i el gal·lès Fantasia Op. 27 per a cordes;
- Pasqua cantata Calvari per a baríton, cor i piano;
- partsongs curts com Bancs de Deep Jordània, Faery Song, The Lee Shore.

La seva publicació música instrumental comprèn peces curtes, com el poema elegíac de 1922 per a quartet de cordes,
- una fantasia Mood per a violí i piano,
- una llegenda en re menor per a trombó i piano,
- una Serenata en sol menor per baríton i piano,
- Una gran obra per a piano sol fou una suite, les estacions, lopus 136.

Per orgue es van publicar una Fantasia sobre un vell himne gal·les, Himne Tune (1916) i una Sonata en re menor.